# 細田采花
細田 采花（ほそだ あやか、1995年2月3日 - ）は、日本のフィギュアスケート選手（女子シングル）。
大阪府吹田市出身。関西大学法学部卒業。関西大学カイザーズフィギュアスケートクラブ（関西大学KFSC）所属。

## 人物
第87回全日本フィギュアスケート選手権ではショートプログラムとフリープログラム合わせてトリプルアクセルを3本を決め自己ベスト8位の成績を残した。来シーズン国際大会に挑戦する意思を示した。

## 主な戦績
| 大会/年         | 2008-09 | 2010-11 | 2012-13 | 2013-14 | 2014-15 | 2015-16 | 2016-17 | 2017-18 | 2018-19 |
| --------------- | ------- | ------- | ------- | ------- | ------- | ------- | ------- | ------- | ------- |
| 全日本選手権    |         |         | 20      | 16      | 17      | 27      | 15      | 26      | 8       |
| 全日本Jr.選手権 | 10      | 20      |         |         |         |         |         |         |         |